# Site patrimonial de Percé

Le site patrimonial de Percé, aussi appelé arrondissement naturel de Percé, est un lieu patrimonial canadien, reconnu formellement le 29 août 1973 et inscrit au Répertoire du patrimoine culturel du Québec,. 

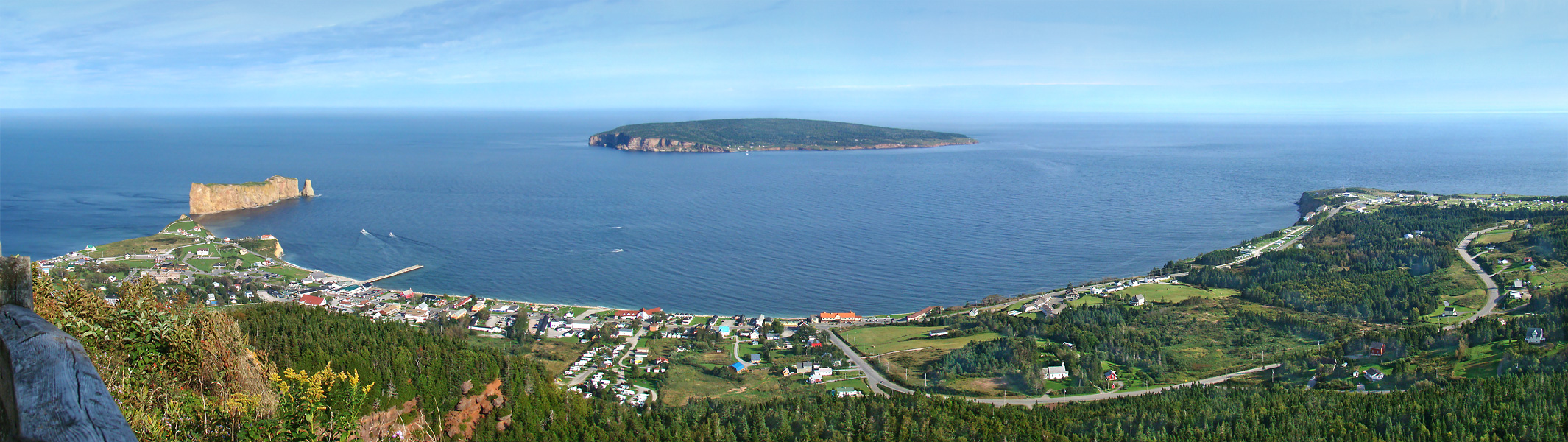
Le site patrimonial vu du mont Sainte-Anne.

Le site, un territoire de 40 kilomètres carrés, fait partie de la région administrative Gaspésie–Îles-de-la-Madeleine. Son périmètre est formé d'un amphithéâtre naturel qui inclut le mont Sainte-Anne et le mont Blanc, un littoral allant du pic de l'Aurore au cap Blanc, et la municipalité de Percé ; il  comprend également une partie du golfe du Saint-Laurent où on retrouve le rocher Percé et l'Île Bonaventure, le littoral de la Malbaie, de la pointe des Cannes-de-Roches au pic de l'Aurore, ainsi qu'une une zone à l'intérieur des terres située à l'ouest des deux monts. L'amphithéâtre naturel de Percé est dominé par le mont Sainte-Anne et le mont Blanc.
L'arrondissement fait partie de la chaîne de montagnes des Appalaches.
Le site patrimonial de Percé comprend par ailleurs les éléments associés suivants : 331 immeubles, 4 plaques commémoratives, 6 groupes (entreprises) et 6 personnes, dont Samuel de Champlain (1574-1635) et William Phips (circa 1651 - circa 1695).

## Autres sources
- « Étude de catactérisation de l'arrondissement naturel de Percé », Commission des biens culturels du Québec, « http://www.cbcq.gouv.qc.ca/ »(Archive.org • Wikiwix • Archive.is • Google • Que faire ?), 2006. –  Document PDF de 74 pages téléchargeable. Consulté le 1er octobre 2013.
- Ville de Percé, http://ville.perce.qc.ca/?id=184&titre=Patrimoine&em=91
- Percé, http://www.authentikcanada.com/office-tourisme-perce/